# I Know (I Know)
I Know (I Know) är en sång av John Lennon, utgiven 1973 på albumet Mind Games. Det är en sorgsen ballad om Lennons förhållande till Yoko Ono som var vacklande under sommaren 1973.